# Federico Tabassi
Federico Tabassi (Sulmona, 28 giugno 1855 – Sulmona, 14 marzo 1939) è stato un politico italiano, sindaco e poi podestà di Sulmona.

## Biografia
Di famiglia nobile, nacque il 28 giugno 1855 a Sulmona dal barone Domenico Tabassi, già sindaco della città, e da Anna Rossetti, e si sposò nel 1892 con una sua parente, Giulia Tabassi, dalla quale ebbe una figlia, Mariangela, coniugata in D'Alessandro. Fu direttore della banca popolare di Sulmona e fu eletto sindaco della città nel 1899, ricoprendo tale incarico fino al 1906; tornò nuovamente alla testa dell'amministrazione cittadina nel 1926, diventando podestà a seguito dell'emanazione delle leggi fascistissime, ma lasciando l'incarico già nel 1928. Morì il 14 marzo 1939 nella sua città natale.